# Naval War College Museum
Le Naval War College Museum de Newport, Rhode Island, est l'un des 10 musées américains officiels gérés par l'US Navy, sous la direction du Naval History & Heritage Command et en coopération avec le Naval War College. Il est situé au bâtiment 10, avenue Luce, à la Base navale de Newport. Il est situé dans le bâtiment qui a d'abord abrité le Naval War College, une structure construite au début du XIXe siècle pour loger les pauvres de Newport. Le bâtiment est un élément contribuant à un quartier historique national, avec Luce Hall, le premier bâtiment construit à cet effet par le collège, en reconnaissance de l'importance historique du War College, en date du 20 janier 1964.

## Historique
Le Naval War College a créé le Musée naval en 1952, avec l'approbation du chef des opérations navales pour gérer ses collections d'artefacts historiques. Depuis 1978, il occupe ses quartiers actuels sur Coasters Harbor Island (en) dans la baie de Narragansett. Ce bâtiment, maintenant appelé Founders Hall, a été construit à l'origine en 1819 sous le nom de Newport Poor Asylum. La ville de Newport et l'État de Rhode Island ont fait don de cette propriété à la marine pour l'utiliser comme Naval War College. Le premier président du Collège, le contre-amiral Stephen Luce, a officiellement dédié le bâtiment à l'usage de la Marine. Le bâtiment est devenu célèbre dans les années 1886-1889, lorsque le deuxième président du Collège, le capitaine Alfred Thayer Mahan, a donné pour la première fois ses conférences dans ce bâtiment qui a servi de base à son célèbre livre "The Influence of Sea Power Upon History, 1660-1783" (1890).
Founders Hall et Luce Hall ont été désignés National Historic Landmark en 1964  et inscrits au registre national des lieux historiques en 1966.

## Musée
Aujourd'hui, le Naval War College Museum utilise ce bâtiment pour présenter des expositions sur trois thèmes : 
- L'histoire du Naval War College depuis 1884;
- L'histoire des activités navales dans la région de la baie de Narragansett depuis la période coloniale ;
- L'histoire de l'art et de la science de la guerre navale depuis les temps anciens.

## Galerie

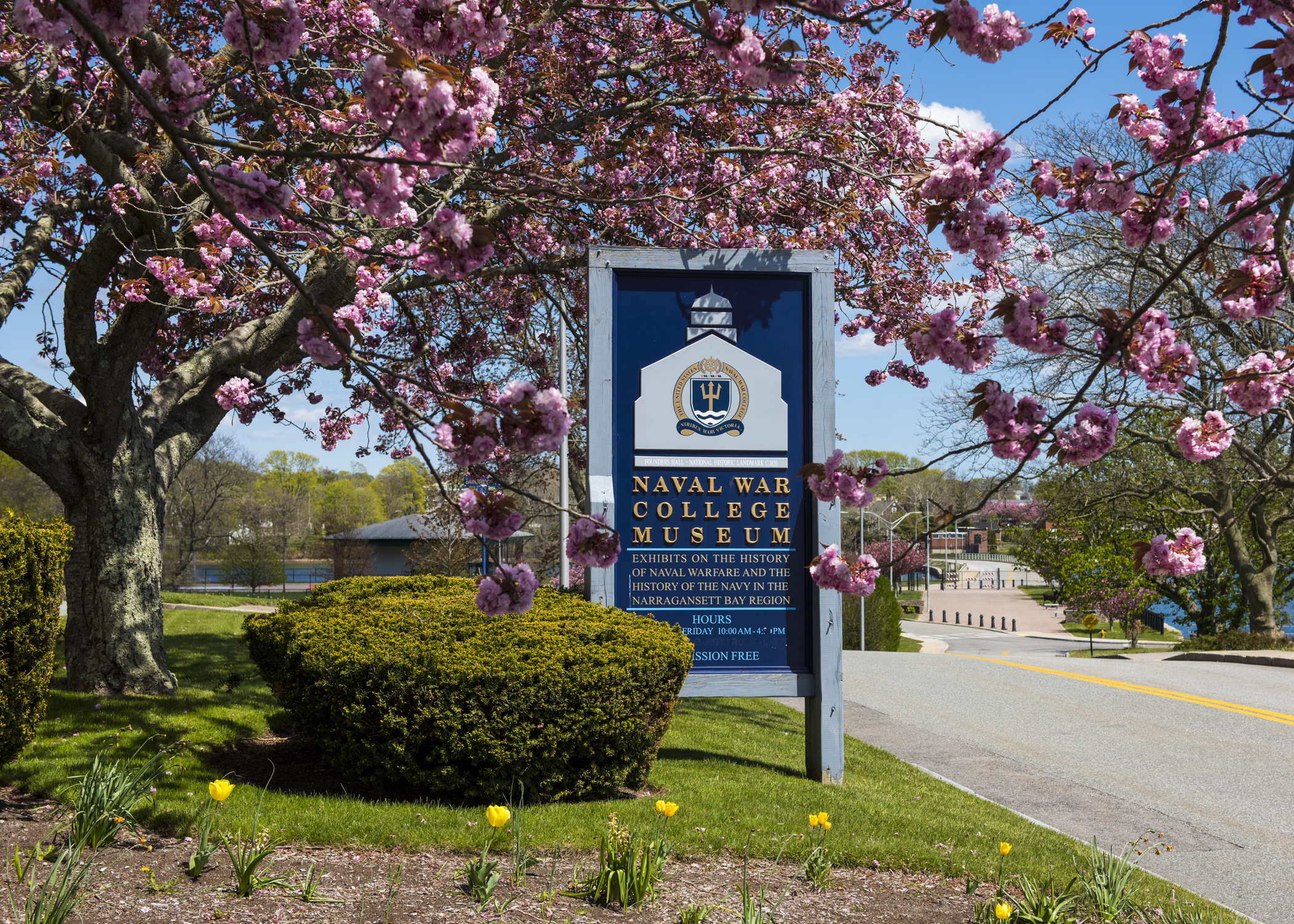
Naval War College Museum
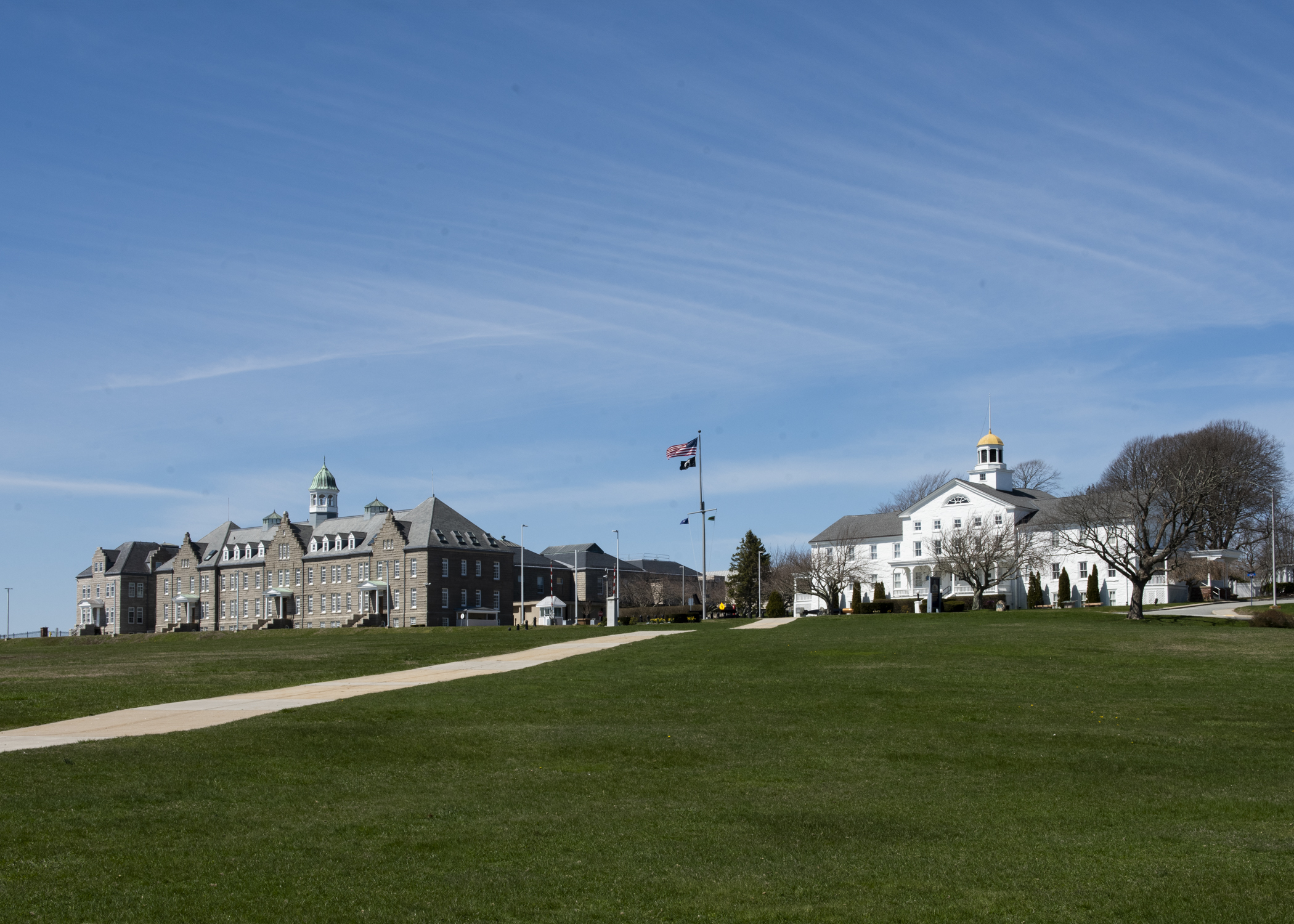
Founders Hall et Luce Hall
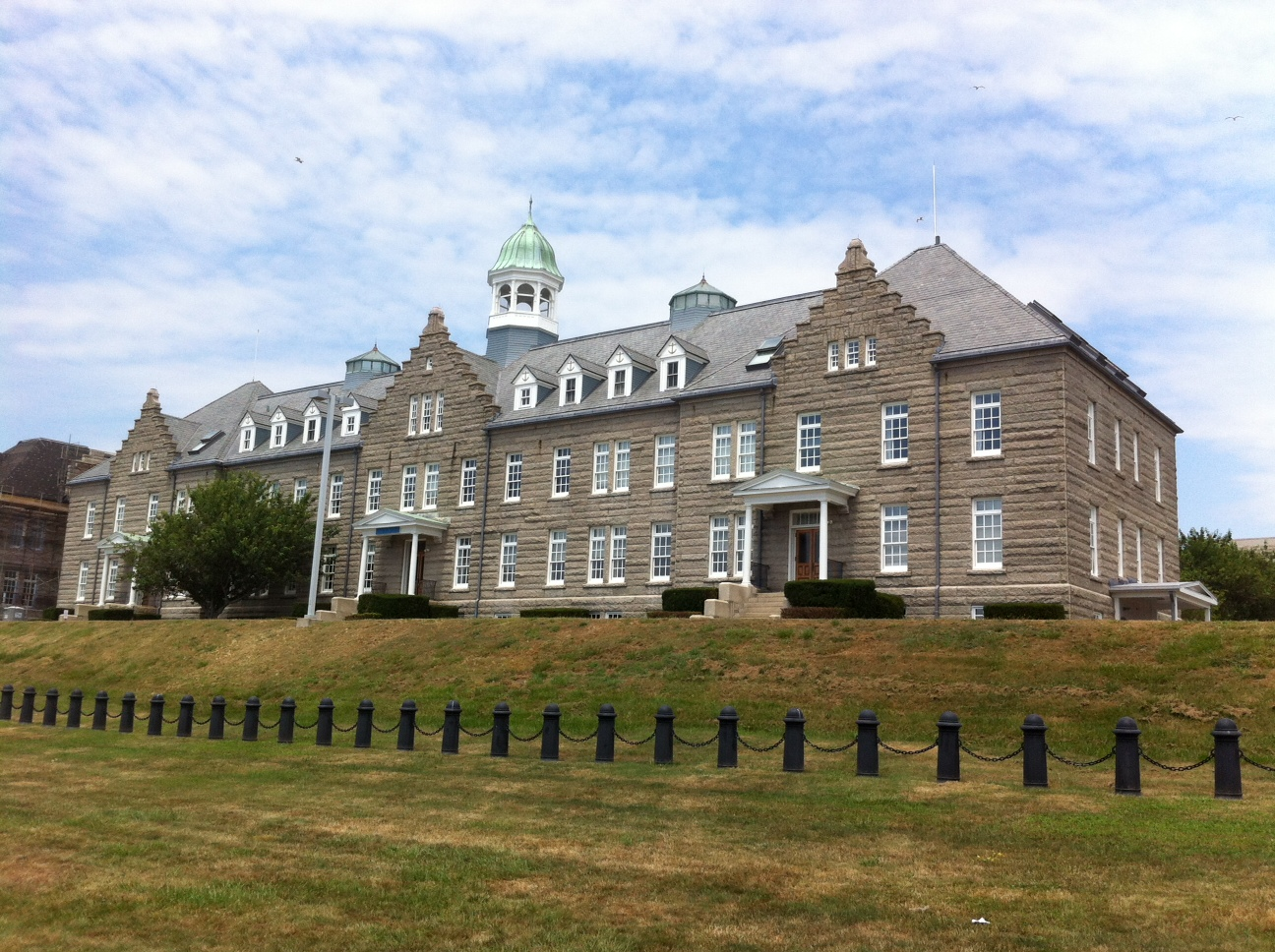
Luce Hall